# Gastronomia d'Armènia
La gastronomia d'Armènia correspon als plats i tradicions culinàries dels pobles armenis, sent a més part integrant de la diàspora armenia. La història d'Armènia mostra que després de la destrucció de l'Imperi Selèucida va sorgir el primer estat armeni independent, va ser fundat en 190 aC pels Atarxias, els successors del qual es coneixen com a dinastia Artàxida, i sent després en el segle xx part de l'estat soviètic, fet aquest últim que va marcar alguns costums culinàries en aquest país i va fixar un canvi de les tradicions culinàries de molts segles. La cuina armenia es caracteritza per estar a cavall entre la cuina mediterrània i la del Caucas, es tracta d'un conjunt d'elaboracions característiques d'una població nòmada que viu en una regió freda. Amb grans influències de la cuina de l'Orient Mitjà i de Rússia, i també dels Balcans.

## Història
Es pot dir que la cuina d'Armènia posseeix un esdeveniment en la seua història que li caracteritza: el període soviètic des de 1920, açò va fer que s'obrira la influència a tota els costums culinàries de l'Est. Abans d'aquest esdeveniment altres cultures van ser deixant la seua petjada en la cuina Armènia, potser per ser lloc de passada: la cuina grega mitjançant Alexandre el Magne, tal és així els plats de la cuina mongola i de cuina turca a causa de l'Imperi Otomà.

## Ingredients bàsics
- Carn: porc, bou, xai i aus.

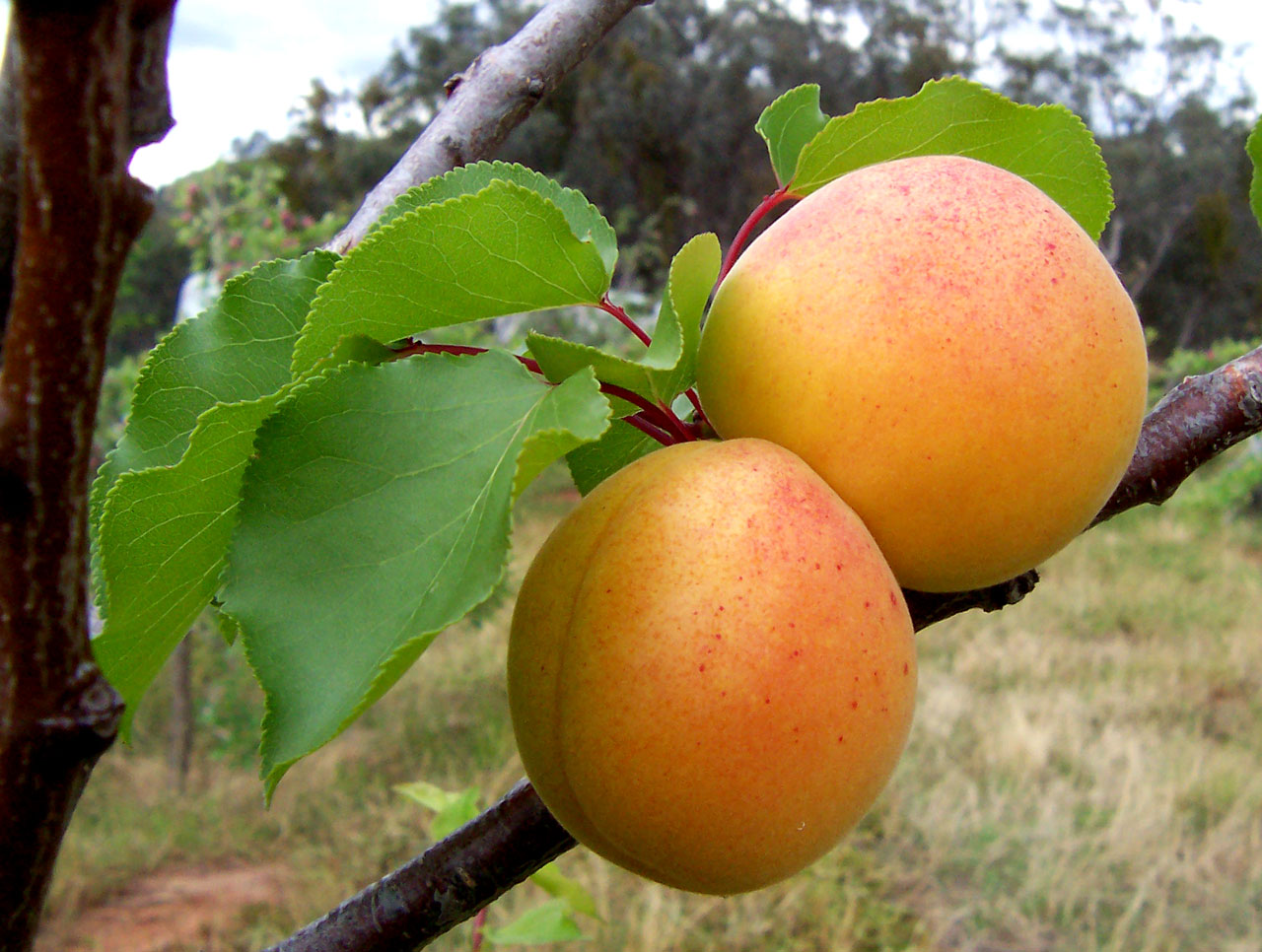
Dos albercocs

- Hortalisses: Albergínia, carbassó, pastanaga, tomàquet, ceba.
- Verdura: Espinac, bleda, agrella, ortiga, patata, nap.
- Peix: truita asalmonada, corègon blanc (Coregonus albula) i, en menor grau, altres peixos d'aigua dolça.
- Fruita: Albercoc, cirera, pera, préssec, poma, pruna, maduixa, figa, magrana, codony, raïm, meló, síndria.
- Espècies: alfàbrega, estragó, anet, julivert, celiandre, cardamom, menta, melissa, cebollí.
- Altres: Iogurt, formatge blanc, arròs, gírgoles, mel, pipes de girasol.

## Plats

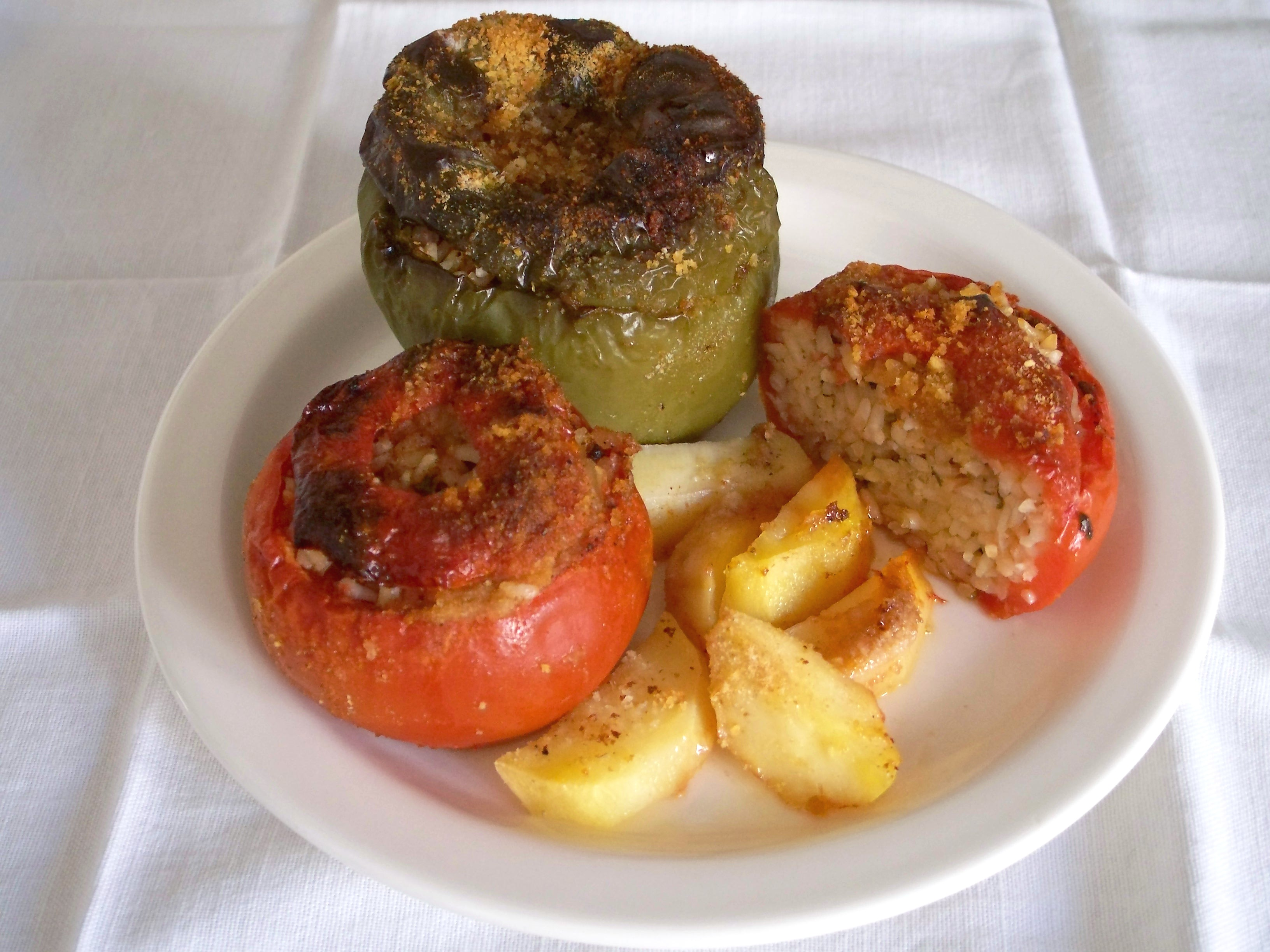
Dolmes de tomàquet i pebrot

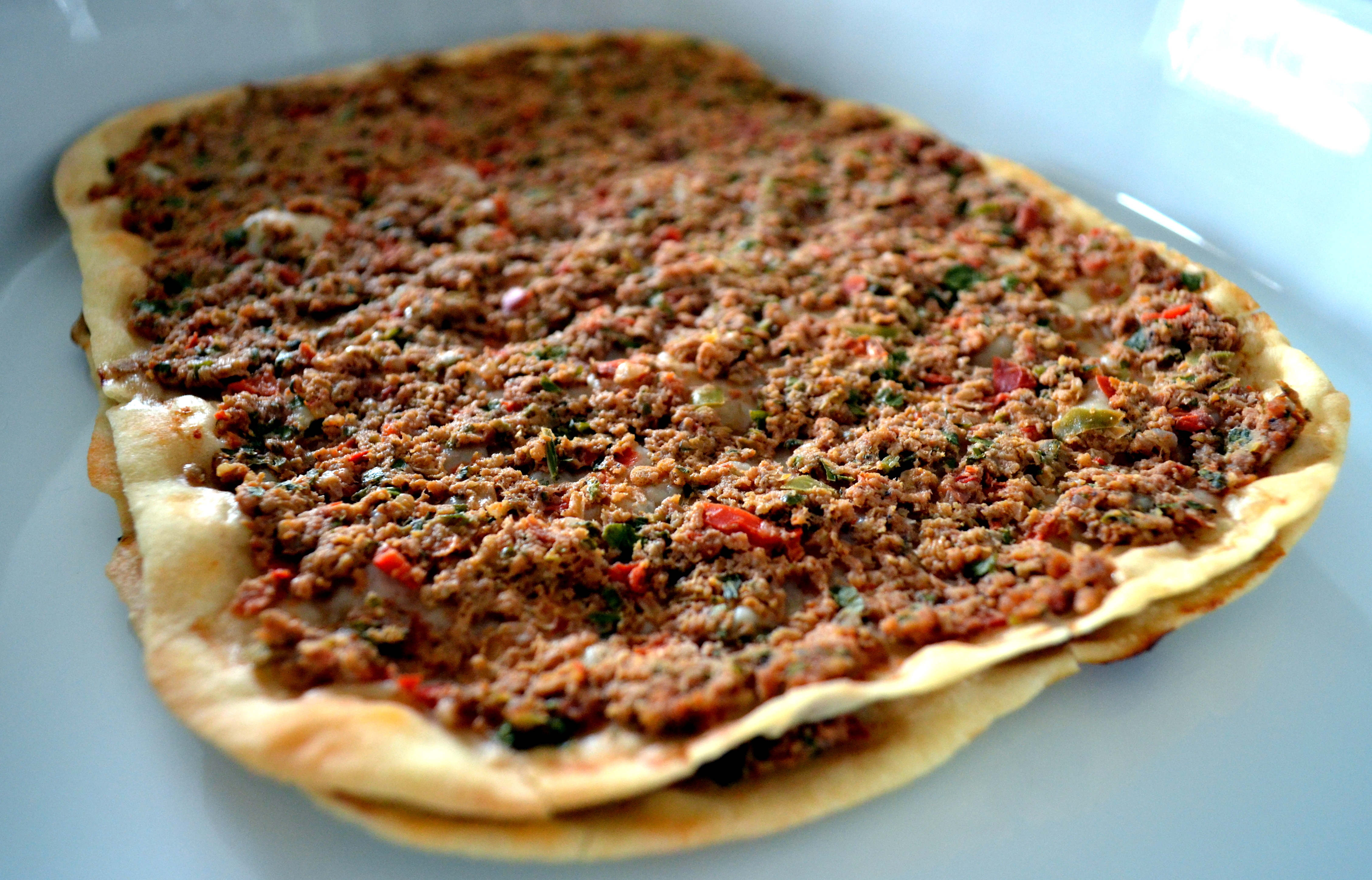
Lahmadjo

En un àpat armeni no hi ha aperitiu sinó que es passa sempre directament al primer plat o entrant, que es designa a Armènia amb el nom rus gakouski, després es menja un segon plat i s'acaba amb fruita.

### Vegetals
D'entre els vegetals, l'albergínia és l'estrella de la cuina armeniana, i la troben cuinada de totes les maneres possibles, farcida o no, fregida, al forn, etc. una de les més típiques de menjar-la és potser, per exemple, tallada en llesques, farcida de carn picada i després fregida. Però tots els àpats armenians contenen força vegetals, en quantitat i varietat, sia en amanida, farcits, marinats, al forn, etc.
Les amanides de verdura i hortalisses crues són molt freqüents, i típicament totes contenen el binomi tomàquet i cogombre. Les dolmes són hortalisses farcides d'aròs rodó. El tetu són verdures marinades, com per exemple col-i-flor, col, pastanaga, tomàquet, etc. La sopa harissa està feta a base de vegetals i sobretot espècies mentre que la sopa spas és a base de blat i iogurt.

### Carn i peix
La carn més apreciada és el porc, seguit del bou, el xai i les aus, com per exemple el pollastre. El peix, menys pressent, és el que es pugui pescar al riu o sobretot al llac, sobretot el coregó blanc i, usualment per a festes, la truita asalmonada. Sovint tant la carn com el peix es couen a la brassa i es serveixen en broquetes i acompanyats de verdura, però també els podem trobar tallats a trossets i integrats dintre d'amanides o bé cuits a la cassola amb cervesa i verdures (patata, tomàquet i ceba).
Un plat molt apreciat a base de carn és, per exemple, el kèfté (que no s'ha de confondre amb les kefta o kofta, que també es fan però a Armènia tenen un altre nom), un plat de festa que consta de carn picada molt finament, que es cou en aigua bullent i es serveix tallada a llesques i amanida amb mantega, i que pot recordar a alguns la pilota de l'escudella.
Altres plats a base de carn són, per exemple, el khach, que és un guisat que es fa amb peus i vísceres de bou amb all i herbes; el khatchapuri, que alternativament pot ser de formatge; la lahmadjo, una coca armènia de carn picada i el tejvejik, que es fa amb cor i fetge de bou.

## Pa i companatges

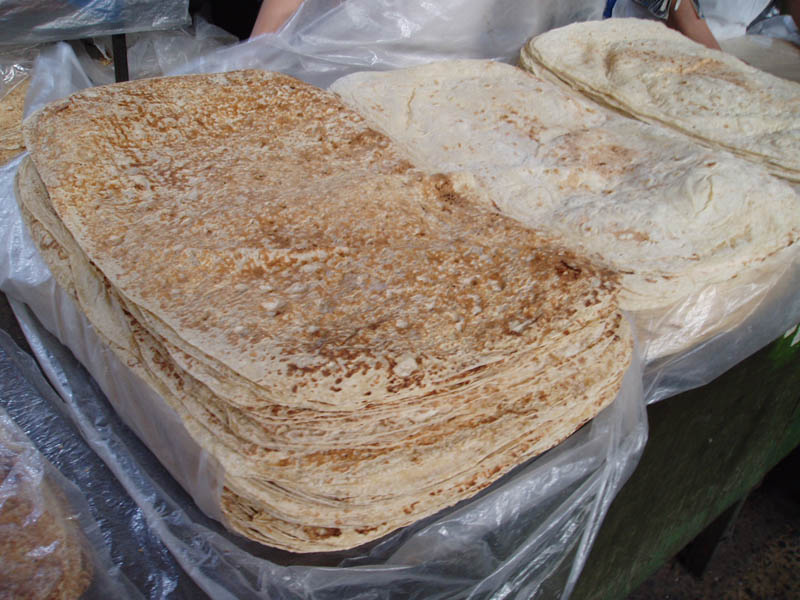
Pa armeni, lavach

A Armènia els embotits solen fer-se amb carn de bou. Destaca el soudjoukh, una llonganissa negra molt especiada, i la pasterma, feta amb carn de bou sec envoltada d'una capa gruixuda de comí.
El pa tradicional és el lavach. És ovalat, molt prim i pla, sense molla, i es cou a la paret d'un forn especial que es diu tonir, que està excavat a terra i té forma cilíndrica.

## Dolços
Els postres solen constar de fruita fresca, però també es pot menjar, per exemple, arròs amb llet o gelat. Els dolços es mengen sobretot entre hores o en ocasions especials i típicament són pastetes petites molt dolces fetes amb nous i mel, algunes amb xocolata, o d'altres per exemple, amb llet condensada. Entre hores, com a llaminadura es pot menjar també salat, en forma d'un grapat de fruita seca o pipes de girasol.

## Begudes
A Armènia les begudes més habituals als àpats, a part de l'aigua, són la cervesa i el vi. Entre les begudes no alcohòliques es beu te i cafè, aquest darrer a l'estil turc, i a l'estiu destaca el tan, a base de iogurt dissolt en aigua, que es beu molt fred. Altres begudes del país a destacar són, per exemple, el brandi de producció pròpia i un aiguardent de mora que a Armènia es diu tuti oghi.